# Дергачёва, Ирина Владимировна
Ири́на Влади́мировна Дергачёва (род. 21 февраля 1957, Москва) — российский литературовед, текстолог, религиовед. Специалист в области иностранных языков и культур, межкультурной коммуникации, текстологии, древнерусской письменности.
Доктор филологических наук (2005). Автор более ста учебно-методических пособий и научных статей, в том числе и в рецензируемых журналах ВАК, Web of Science, Scopus, а также монографий и двух изданий учебника по итальянскому языку (Дергачева И. В. Семь уроков итальянского. Учебное пособие. 2-е изд. М.: Кругъ, 2014. 132 с.).

## Биография
Окончила филологический факультет Московского государственного университета им. М. В. Ломоносова по специальности «русский язык и литература» (1976—1981), аспирантуру филологического факультета Московского государственного университета им М. В. Ломоносова (1986—1988);
Преподаватель кафедры русской литературы Московского государственного педагогического института им. В. И. Ленина (1983—1988);
Доцент, и. о. заведующего кафедрой истории и теории литературы, профессор по той же кафедре филологического факультета Православного Свято-Тихоновского богословского института (2003—2007);
Профессор кафедры «Лингводидактика и МКК» факультета «Иностранные языки» МГППУ (2007—2008);
Профессор кафедры Лингвистики и межкультурной коммуникации, исполняющий обязанности декана факультета иностранных языков РГСУ (2008—2009);
С октября 2009 по июль 2018 — профессор кафедры «Лингводидактика и межкультурные коммуникации» факультета «Иностранные языки», декан факультета «Иностранные языки» МГППУ;
С сентября 2018 по настоящее время — профессор кафедры «Лингводидактика и межкультурная коммуникация» института «Иностранные языки, современные коммуникации и управление» МГППУ, заведующий кафедрой Лингвистики Московского государственного института культуры.

## Участие в работе общественно-научных организаций
- Эксперт Российского фонда фундаментальных исследований (РФФИ);
- Эксперт Российского научного фонда;
- Эксперт Общероссийского народного Фронта по вопросам образования и культуры;
- Главный редактор рецензируемого международного научного электронного журнала «Язык и текст»[1];
- Член международной редколлегии рецензируемого журнала «Storia Amministrazione Costituzione» (Милан, Италия);
- Член редколлегии серии «Памятники древнерусской мысли: Исследования, древнерусские тексты, переводы, комментарии» Института философии РАН;
- Член международного научного журнала «Modern Humanities Success», Белгород;
- Участвует в медиа-проекте «Регионы. РФ» в качестве эксперта по вопросам культуры и образования[2];
- Член Президиума Ассоциации педагогов МО «Учителя русского языка и литературы».
- Эксперт Региональной конкурсной комиссии Московской области по проведению конкурсного отбора претендентов на присуждение премии Губернатора Московской области «Лучший по профессии» в сфере образования.

## Награды
- Благодарность Министерства Образования Российской Федерации, выраженная приказом № 27 134/02 от 11.12.2002 г. за проведение четвёртой школы-семинара повышения квалификации сотрудников библиотек, музеев и архивов;
- Почетная грамота за подписью ректора МГППУ В. В. Рубцова за «Большой личный вклад в подготовку и проведение Международной научно-практической конференции: „Аутизм. Выбор маршрута“ и содействие развитию системы помощи людям с расстройством аутистического спектра»;
- Диплом Оптинского форума за подписью министра культуры РФ В. Р. Мединского и Митрополита Калужского и Боровского, председателя Издательского Совета Московской патриархии Климента за «большой вклад в сохранение духовно-культурного наследия России»;
- Член Президиума ассоциации педагогов Московской области «Учителя русского языка и литературы»;
- Грамота Правительства города Москвы и Департамента образования города Москвы 2015 г. «За результативную плодотворную работу в системе высшего профессионального образования, значительный вклад в подготовку квалифицированных кадров для учреждений образования города Москвы»;
- Указом патриарха Кирилла удостоена Юбилейной медали РПЦ «В память 1000-летия преставления равноапостольного великого князя Владимира» 2016 г.;
- Награждена Дипломом и Серебряным и Золотым знаками Пси МГППУ в 2017 г. «за большой личный вклад в развитие Московского государственного психолого-педагогического университета».

## Монографии
- Дергачева И. В. Становление повествовательных начал в древнерусской литературе XV—XVII веков (на материале Синодика). München: Otto Sagner Verlag, 1990. — 207 p. (РИНЦ).
- Дергачева И. В. Посмертная судьба и «иной мир» в древнерусской книжности / Отв. ред. А. А. Дубровин. — М.: Кругъ, 2004. — 352 с. — (Памятники русской письменности XI-XVII вв.: исследования и публикации). — ISBN 5-7396-0064-2.
- Дергачева И. В. Древнерусский Синодик: исследования и тексты / Отв. ред. И. В. Бугаева; Институт философии РАН. — М.: Кругъ, 2011. — 404 с. — (Памятники древнерусской мысли: исследования и тексты; Вып. 6). — ISBN 978-5-7396-0213-8.
- Дергачева И. В., Мильков В. В., Милькова С. В. Лука Жидята: святитель, писатель, мыслитель / Отв. ред. И. А. Герасимова; Институт философии РАН. — М.: Мир философии, 2016. — 416 с. — (Памятники древнерусской мысли: исследования и тексты; Вып. IX). — 500 экз. — ISBN 978-5-9906502-4-4.